# Karla (povídka)
Karla je povídka české spisovatelky Boženy Němcové, jejíž děj se odehrává v chodské vesnici Stráž. Poprvé vyšla v roce 1855 v almanachu Perly české.
V povídce je zachycen u Němcové nejpodrobnější národopisný obraz života chodské vesnice, čerpaný z jejích domažlických zkušeností. Objevuje se tu i výrazná tendence proti vojenským postupům Rakouska; Němcová, která ztratila ve vojsku bojujícím v Itálii svého nejstaršího bratra Jana, neskrývala lidový odpor proti vojenské službě, proti bojům Rakouska v Itálii a proti udržování posádek v Bavorsku. To sice nemohlo být jasně a přímo řečeno, ale vysvětluje se tak jinak málo pravděpodobná zápletka – vydávání chlapce za děvče až do dospělosti.

## Děj
Markyta Drahoňová, vdova po vojákovi, se čtyři roky poté, co za ním odešla do ciziny, vrátila se svou tříletou dcerkou Karlou a s vysloužilým vojákem Adamem Bartou do Stráže, své rodné vsi na Chodsku. Tam ji přijal do služby sedlák Milota, u kterého pracovala už dřív; Milotovi měli syna Petra a roční dcerku Hanu.
Z Karly a Hany se staly kamarádky a vyrostly spolu. Když obě dospívaly, začínali se o ně zajímat chlapci. Jenže Karla všechny odmítala, i Hanina bratra Petra. Celá ves se divila, že žádného chlapce nechce.
O masopustu přivedl vysloužilec Barta do hospody na tancovačku mladého vojáka, svého příbuzného, a jeho uniforma se Haně zalíbila. Následující den se Karla s Bartou domluvila, aby jí jeho příbuzný uniformu půjčil, že se přestrojí za vojáka. Když pak přišla do hospody, všichni viděli, že jí uniforma sluší víc než sukně. I Hana z toho byla zmatená; nakonec pak večer Karle slíbila, že kdyby Karla byla muž, jiného by si nevzala.
Když další den ráno Karlu nemohli nikde najít, Markyta se prořekla, že se jí narodil chlapec; že ho ale vydávali s manželem za děvče, aby nemusel na vojnu. Barta pak přišel s novinou, že Karla, vlastně tedy Karel, odjel do Prahy, aby se vojákům sám přihlásil do služby - ta byla v té době zkrácena ze čtrnácti let na osm.
Karel byl sice jako voják úspěšný, po čtyřech letech se stal šikovatelem, ale přece jen by byl radši doma a s Hanou. Sedlák Milota viděl, že se jeho dceři Haně po Karlovi také stýská; rozjel se do Prahy a tam se mu podařilo zařídit, aby byl Karel Drahoň ze služby propuštěn a mohl se jako vysloužilec vrátit domů.